# Ra’s al-Chaima
Ra’s al-Chaima (arabisch رأس الخيمة, DMG Raʾs al-Ḫaima ‚Spitze des Zeltes‘, oft in der englischen Transkription Ras Al Khaimah, abgekürzt zu R.A.K. oder RAK, historischer Name Julfar) ist die Hauptstadt des Emirats Ra’s al-Chaima, eines der sieben Emirate der Vereinigten Arabischen Emirate. Die Bevölkerung der Stadt wurde für 2015 auf über 260.000 geschätzt, womit deutlich mehr als die Hälfte der Bewohner des Emirats in dessen Hauptstadt leben.

## Lage
Die Stadt Ra’s al-Chaima liegt im nördlichen Teil des Emirats an der Küste des Persischen Golfs im äußersten Norden der Wüste Rub al-Chali. Sie befindet sich auf etwa halber Strecke zwischen Umm al-Qaiwain und der Grenze zur omanischen Exklave Musandam. Die Stadt wurde um einen natürlichen Hafen (al-Chaur oder Chaur Ra’s al-Chaima) errichtet.
Der Flughafen Ra’s al-Chaima liegt etwa 15 km von der Stadt entfernt im Landesinneren.

## Stadtgeschichte und -entwicklung

Das ehemalige Fort von Ra’s al-Chaima beherbergt heute das Nationalmuseum

Die Stadt hat sich aus dem kleinen Fischer- und Piratennest in den Jahren seit 1972 von der Halbinsel aus um die Meeresbucht und den Hafen herum zunächst ungeplant entwickelt. Seit etwa 1990 wird die Stadterweiterung planvoll angegangen, Infrastruktur und Straßen werden oft vorbereitet, um der traditionellen freien Ansiedlung mitten in der Wüste vorzubeugen. So erstreckt sich das Stadtgebiet heute bereits über rund 20 km von West nach Ost (mit ar-Rams) und bis zu 10 km in die südlichen Sandhügelzonen hinein. Eine gewisse natürliche Grenze bildet das rund 10 km von der Küste entfernt beginnende schroffe Gebirge. Die Siedlungsweise ist, anders als in Dubai, Schardscha und Abu Dhabi, eher niedrig aufgelockert und mit vielen Bäumen durchsetzt. Nur an den gerade entstehenden „Corniches“ (französisch: Felsvorsprünge, auch als Bezeichnung für Küstenstraßen gebraucht) an den Ufern werden einige Hochhäuser platziert, aber sie bestimmen noch keineswegs den eher ländlichen Charakter von Ra’s al-Chaima-Stadt.

## Gesundheitswesen
Ra’s al-Chaima hat drei öffentliche Krankenhäuser: Saqr Hospital, Saif bin Ghobash Hospital und Al Zarawi Hospital.
Im November 2007 wurde das private RAK Hospital eröffnet. Es wird betrieben von Arabian Healthcare LLC, einem Joint Venture zwischen der Regierung von Ra’s al-Chaima und der in Dubai ansässigen ETA-Star-Gruppe. Für das Management von RAK Hospital ist die Sonnenhof Swiss Health Ltd. aus Bern verantwortlich, eine schweizerische Privatspitalgruppe.

## Sport
- Seit 2007 findet jährlich im Februar unter der Schirmherrschaft des Emirs Saʿud ibn Saqr al-Qasimi der RAK-Halbmarathon statt, ein Straßenlauf mit zahlreichen Eliteläuferinnen und -läufern hauptsächlich aus Ostafrika. Bereits dreimal wurde bei diesem Halbmarathon bei den Frauen der Weltrekord verbessert. 2011 steigerte die Kenianerin Mary Keitany den Weltrekord um 35 Sekunden auf 1:05:50 h.[2] 2017 unterbot Peres Jepchirchir bei ihrem Sieg in Ra’s al-Chaima erneut den Weltrekord mit ihrer Siegerzeit von 1:05:06 h um 3 Sekunden.[3] Im Jahr 2020 verbesserte die Äthiopierin Ababel Yeshaneh in Ra’s al-Chaima den bis dato von Joyciline Jepkosgei gehaltenen Weltrekord um 20 Sekunden auf 1:04:31 h.[4]

- Bedeutendster Fußballklub der Stadt ist der Emirates Club.

## Bevölkerung
Die Einwohnerzahl der Stadt liegt bei etwa 115.949 (2021), womit sie die größte Stadt im Emirat Ras Al Khaimah ist. Sie steht an sechster Stelle der bevölkerungsreichsten Städte in den VAE.

## Söhne und Töchter der Stadt
- Ahmad ibn Mājid (* 1421), arabischer Seefahrer und Kartograph
- Scheich Saqr ibn Muhammad al-Qasimi (1918–2010), Herrscher des Emirats Ra's al-Chaima
- Scheich Chalid ibn Saqr al-Qasimi (* 1943), ehemaliger Kronprinz des Emirats Ra's al-Chaima
- Marwan Al-Shehhi (1978–2001), emiratischer Selbstmordattentäter, der bei den Terroranschlägen vom 11. September United-Airlines-Flug 175 ins World Trade Center steuerte
- Khamis Esmaeel, emiratischer Fußballspieler